# Jan Novák (fotbalista)
Jan Novák (5. července 1896 Kladno – 10. dubna 1968) byl český fotbalový útočník, československý reprezentant a účastník olympijských her v Paříži roku 1924.
Československo reprezentoval také jeho mladší bratr Josef Novák.

## Sportovní kariéra
V československé reprezentaci odehrál roku 1924 dvě utkání (obě na olympijských hrách) a vstřelil v nich jeden gól (Turecku). Hrál za SK Kladno (1914–1920), SK Rakovník (1920–1922) a SK Židenice (1923–1928). S Židenicemi se roku 1926 stal amatérským mistrem ČSR.